# Acrothyrea scintillans
Acrothyrea scintillans är en skalbaggsart som beskrevs av De Lisle 1947. Acrothyrea scintillans ingår i släktet Acrothyrea och familjen Cetoniidae. Inga underarter finns listade i Catalogue of Life.